# Alfredo Correia
Alfredo Correia, também conhecido como Boca Larga (,  — , ) foi um remador brasileiro, que defendeu o Clube de Regatas do Flamengo. 
Foi campeão em diversas oportunidades. Entrou para a história do esporte nacional depois de ter completado a travessia Rio-Santos em cinco dias, em 1932, com Ângelo Gammaro e Antônio Rebello Junior. Por conta disso, teve o seu nome gravado na Calçada da Fama do Clube de Regatas do Flamengo.